# Байконур (станція метро)
43°14′28″ пн. ш. 76°55′38″ сх. д. / 43.24111° пн. ш. 76.92722° сх. д.
«Байконур» (каз. Байқоңыр) — станція Алматинського метрополітену. Розташована на 1-й лінії, між станціями «Абай» і «Театр імені Мухтара Ауезова».
Відкрита 1 грудня 2011 у складі черги «Райимбек батир» - «Алатау». Станція розташована під проспектом Абай між вулицями Масанчі і Байтурсинова.

## Вестибюлі
Входи-виходи в підземний вестибюль розташовані уздовж вулиці Байтурсинова на південно-східному і південно-західному перетині з проспектом Абая. Похилий хід чотиристрічковий, висотою підйому 6,0 м, довжиною 12,0 м.

## Технічна характеристика
Конструкція станції —  пілонна трисклепінна (глибина закладення — 20 м). Відстань між коліями 18.1 м. Складається з трьох залів — центрального і двох бічних, що утворюють загальну острівну платформу шириною 15.2 м і довжиною 104 м.

## Оздоблення
Дизайн станції в стилі хай-тек пов'язаний з космодромом Байконур. Для оздоблення стін використано облицювання металевими панелями блакитного та світло-сірого кольорів. Підлога викладена гранітом сірого кольору. У торці платформової ділянки встановлено рекламно-інформаційне табло «відеостіна», зібране з 16 світлодіодних дисплеїв.